# Tradição católica
A Tradição da religião católica apostólica romana, ou a Tradição Apostólica, é a autoridade e a acção contínua da Igreja Católica, especialmente do seu Magistério, que através dos apóstolos e da sucessão apostólica (os Papas e os Bispos unidos ao Papa), transmite "tudo aquilo que ela [a Igreja católica] é e tudo quanto [ela] acredita", para todo o mundo, ininterruptamente, desde o advento salvífico de Cristo (Jesus) até a atualidade. (conf. Dei Verbum, 1965) Esta acção contínua de "transmissão da mensagem de Cristo" (ou Evangelho) é feita "mediante a pregação, o testemunho, as instituições, o culto, os escritos inspirados", para assegurar que os católicos vivam a fé de um modo fiel à Verdade revelada por Deus.
A Tradição apostólica, que, segundo a Igreja, transmite fielmente e ininterruptamente a Revelação divina (Palavra de Deus) até aos dias de hoje, é realizada de duas maneiras indissociáveis:
- a Tradição oral ou simplesmente a Tradição, radicada essencialmente no testemunho dos Apóstolos à revelação de Jesus, aos quais Ele "deixou o encargo de levar o Evangelho da Salvação a todas as criaturas, testemunho depois assumido" e transmitido integralmente aos fiéis pelos bispos unidos com o Papa. A Tradição "conserva a Palavra de Deus, confiada por Cristo Senhor e pelo Espírito Santo aos Apóstolos, e transmite-a integralmente aos seus sucessores" (os bispos unidos com o Papa), "para que eles, com a luz do Espírito Santo, fielmente a conservem, exponham e difundam na sua pregação".[3][4]
- a Tradição escrita ou a Bíblia, que é o produto do registo escrito da Palavra de Deus, realizado pelos quatro evangelistas e outros escritores sagrados, sempre inspirados pelo Espírito Santo. Inicialmente, antes do seu registo escrito, a Palavra de Deus era apenas transmitida oralmente (Tradição oral). Para os católicos, a Bíblia é constituída por 73 livros, organizados no Antigo Testamento e no Novo Testamento (a palavra testamento significa, neste caso, aliança entre Deus e o homem).[3]

Os vários produtos da Tradição apostólica, como por exemplo a Bíblia, o Credo, a Liturgia, os escritos e testemunho dos Padres da Igreja, as afirmações e documentos pontifícios, as orações e os diversos ensinamentos e documentos dos concílios ecuménicos, são considerados muito importantes para a transmissão da fé católica, sendo por isso muitas vezes registados, posteriormente, por escrito como foi, por exemplo, no caso da Bíblia, mas um "produto da Tradição" só se constitui um elemento imutável ou "básico seu, apenas quando tal produto serviu para transmitir a fé numa forma invariável desde os primeiros séculos da Igreja", até mesmo aos dias de hoje. "Exemplos de elementos básicos são a Bíblia […], o Símbolo dos Apóstolos ou Credo, e as formas básicas da liturgia da Igreja", logo muitos produtos da Tradição apostólica não são imutáveis, podendo alguns serem posteriormente modificados na sua forma, mas o seu conteúdo essencial, que é a Verdade revelada, continua inalterável.

## Tradição oral
A Tradição oral é composta essencialmente pela "pregação oral" (ex.: ensinamentos), "exemplos, instituições," liturgia, costumes e tradições dos Apóstolos, "que transmitiram aquilo que tinham recebido dos lábios, trato e obras de Cristo, e o que tinham aprendido por inspiração do Espírito Santo". E, "para que o Evangelho fosse perenemente conservado íntegro e vivo na Igreja, os Apóstolos deixaram os Bispos", em união com o Papa, "como seus sucessores, entregando-lhes o seu próprio ofício de Magistério", para que a Palavra de Deus seja conservada e ensinada correctamente. Os documentos "dos Concílios, […] os atos da Santa Sé, as palavras e os usos da Sagrada Liturgia"  e as "afirmações dos santos Padres testemunham a presença vivificadora desta Tradição, cujas riquezas entram na prática e na vida da Igreja crente e orante".
Para além do ensino dos sucessores dos Apóstolos (Papas e os Bispos em união com o Papa, nomeadamente em concílios ecuménicos), a Tradição oral é enriquecida pela vida litúrgica da Igreja e pelos ensinamentos e espiritualidade dos Padres e Doutores da Igreja, dos Santos e de todos os católicos, desde que não haja contradição entre estes ensinamentos e o Magistério da Igreja.
Em relação ao Concílio Vaticano II, que tentou "perscrutar os sinais dos tempos e interpretá-los à luz do Evangelho", o Papa Paulo VI, numa alocução feita em 1966, afirmou que "o Concílio […] será o grande catecismo dos nossos tempos". Com isto, a Igreja Católica quis declarar que os ensinamentos do Concílo Vaticano II, que estão expressos nos vários documentos aprovados por este mesmo Concílio, são fundamentais para a transmissão da fé católica nos tempos modernos e recentes.
Por todas estas razões, a Igreja Católica "não tira só da Sagrada Escritura a sua certeza a respeito de todas as coisas reveladas", querendo isto dizer que as Tradições oral e escrita "devem ser recebidas e veneradas com igual espírito de piedade e reverência", aliás, a própria Bíblia é um produto escrito baseado na Tradição oral.

## As duas partes da Tradição

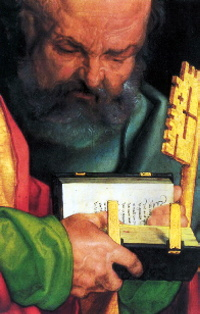
São Pedro e as chaves da hermenêutica (representação de Albrecht Dürer, 1526).

No decorrer dos tempos, a Igreja católica deixou vestígios de sua existência — aqui estes vestígios se restringem aos atos, de fé e de moral, que a Igreja Católica fez durante sua história. Estes vestígios sempre reportam a Cristo, e são em sua maioria escritos em forma de pergaminhos, livros, documentos, cartas e mais recentemente até mesmo locuções e filmagens gravadas. Tudo isso é conhecido como sendo a parte material da Tradição oral. Esta parte material, por si só, é morta e não tem valor nenhum. E nas palavras de Bento XVI, a Tradição "não é transmissão de coisas ou palavras, uma coleção de coisas mortas". Antes, a Tradição é viva. E o que lhe da vida é a justa hermenêutica dos vestígios da Igreja católica no decorrer da história humana. Esta hermenêutica é a parte formal da Tradição. Quando esta parte formal se encontra unida à parte material, a Tradição se torna como que um "rio vivo que nos liga às origens, o rio vivo no qual as origens estão sempre presentes". (conf. BENTO XVI, 2006).
Segundo esta definição acima, a Tradição é composta de duas partes, como as nomeiam os filósofos tomistas: sua parte material, ou seja, os vestígios de Cristo na história, quer sejam de Jesus Cristo quer sejam da Igreja católica. E de sua parte formal, ou seja, da justa hermenêutica cuja autoridade e valor se fundamentam na própria Igreja católica. Foi assim também que o Concílio de Trento entendeu e considerou a Tradição oral, como sendo "uma sucessão contínua na Igreja católica".(conf. Concílio de Trento, 1546)

### A parte formal da Tradição
Toda a hermenêutica necessita de uma mente ou inteligência. Ora, para os católicos, Jesus Cristo homem, não só é chefe da Cristandade, mas é parte de uma mesma realidade na Igreja Católica. Esta realidade é comparada pelo apóstolo São Paulo, com o corpo, dando a origem à ideia de corpo místico de Cristo. Assim, Jesus Cristo seria a cabeça do corpo místico, enquanto que todos os outros católicos seriam os membros desta mesma e única realidade do corpo místico de Cristo. Este corpo místico também é chamado de Cristo-igreja, que se estende na história da cristandade.
Assim, a Inteligência que dá a justa hermenêutica ao católico,  é a Inteligência de Cristo-Igreja que desde quando criada, corre pela história do gênero humano como um rio de graças e dons, dando a entender aquilo que se deve entender a respeito de um Deus feito homem. Para o católico este Deus é Jesus Cristo que como um rio, desde o princípio do advento salvífico, juntamente e igualmente com a Igreja jorra fonte de vida e luz em toda a humanidade.
Esta Inteligência de Cristo-Igreja se expressa verbalmente em seus ensinamentos, através do vigário de Cristo cá na terra, o Papa. Assim, é a Igreja católica, através do Papa, que se expressando, dá ao católico o entendimento da “justa chave de leitura e de aplicação”  de todos os vestígios passados da Igreja, que podem estar escritos em forma de pergaminhos, livros, documentos, ou cartas etc. (conf. Msgr. GEORGE AGIUS, 1928)

## Tradição viva
Assim, uma característica de maior importância para os católicos é a consideração do “…caráter vivo da Tradição, ‘que - como é claramente ensinado pelo Concílio Vaticano II - sendo transmitida pelos Apóstolos … progride na Igreja sob a assistência do Espírito Santo. Com efeito, progride a percepção tanto das coisas como das palavras transmitidas, quer mercê da contemplação e estudo dos crentes, que as meditam no seu coração, quer mercê da íntima inteligência que experimentam das coisas espirituais, quer merce da pregação daqueles que, com a sucessão do episcopado, receberam o carisma da verdade’”(JOÃO PAULO II, 1988).
Mas, a consideração do carácter vivo da Tradição não quer dizer que a Revelação divina (e até os dogmas proclamados) seja, ao longo dos tempos, remodelada e corrigida, e sim, que é na compreensão e entendimento da Igreja acerca da Revelação imutável que sofre progressão e correcções purificadoras . Esta compreensão gradual, o que implica o desenvolvimento da doutrina, é preciso prosseguir-se com muito cuidado pelo Magistério da Igreja, nomeadamente pelo Papa, que possui infalibilidade em questões de fé e moral, no sentido de manter a integridade e fidelidade da doutrina e fé católicas à Revelação. Esta tarefa exclusivamente confiada ao Magistério da Igreja é diferente da atitude modernista e subjectivista adoptada por alguns católicos em relação aos assuntos doutrinais. Esta atitude consiste em modificar a doutrina católica só para ela ser compatível com o modo de vida modernista dos católicos defensores desta atitude, que é expressamente condenada pela Igreja.
Em conclusão, o Catecismo da Igreja Católica afirma que, "apesar de a Revelação já estar completa, ainda não está plenamente explicitada. E está reservado à fé cristã apreender gradualmente todo o seu alcance, no decorrer dos séculos".